# فاصله قابل توجه
فاصله قابل توجه (به انگلیسی: Striking Distance) فیلمی محصول سال ۱۹۹۳ به کارگردانی رودی هرینگتون است. در این فیلم بازیگرانی همچون بروس ویلیس، سارا جسیکا پارکر، دنیس فارینا، تام سایزمور، رابرت پاستریولی، تیموتی بوسفیلد، آندره بروگر، جانی ماهونی، تام اتکینز، بریون جیمز، جودی لونگ، روسکو اورمان ایفای نقش کرده‌اند.